# Luce Douady
Luce Douady (Grenoble, 17 de novembro de 2003 – Crolles, 14 de junho de 2020) foi uma montanhista francesa. Ela fez sua estreia profissional no circuito da Copa do Mundo de Escalada da Federação Internacional de Escalada Esportiva, na qual terminou em quinto lugar, e se tornou campeã mundial na categoria sub-20 em 2019. Ela também ficou em terceiro lugar no European Difficulty Championship, em Edinburgh.
Douady morreu aos 16 anos no dia 14 de junho de 2020, após uma queda de mais de 150 metros na região de escalada Le Luisset, em Saint-Pancrasse, no departamento de Isère da França.